# Lance Berkman
Pour les articles homonymes, voir Berkman.
William Lance Berkman (né le 10 février 1976 à Waco, Texas, États-Unis) est un joueur de baseball qui évolue dans les Ligues majeures de 1999 à 2013.
Voltigeur et joueur de premier but, Lance Berkman a joué les 12 premières saisons de sa carrière de 15 ans chez les Astros de Houston. Il a participé à 6 match d'étoiles. Il a terminé 6 fois dans le top 10 du vote désignant le joueur par excellence de la Ligue nationale et 4 fois dans le top 5. Il remporte le prix du meilleur retour de l'année et la Série mondiale en 2011 avec les Cardinals de Saint-Louis.

## Carrière en Ligue majeure

### Astros de Houston
Berkman était un joueur de premier but pendant sa carrière en Ligue mineure mais a dû devenir joueur de champ extérieur, car Jeff Bagwell était le joueur titulaire au premier but pendant dix ans. Berkman n'a frappé que ,237 avec 4 circuits en 34 matchs lors de sa première saison, mais s'est beaucoup amélioré en 2000, avec une moyenne au bâton de ,297. En 2001, il a démontré son talent, avec une moyenne de ,331, 34 circuits, 55 doubles et 126 points produits. Il a fini 5e lors du vote pour le meilleur joueur et premier parmi les joueurs des Astros. En 2002, il est devenu joueur de champ centre et a encore produit plus de 100 points, avec 42 circuits, 128 points produits et 106 points marqués. 2006 fut sa saison la plus notable, il a produit 136 points, le record pour un frappeur ambidextre dans la Ligue nationale (Mark Teixeira détient le record de la Ligue majeure avec 144 points produits en 2005 comme frappeur ambidextre). En 2007, il termine avec 102 points produits et une moyenne de 0,278.

### Yankees de New York
Le 31 juillet, après onze années à Houston, Berkman passe aux Yankees de New York le jour de la date limite des transactions, en retour de l'avant-champ Jimmy Paredes, du lanceur droitier Mark Melancon et d'un montant d'argent.

### Cardinals de Saint-Louis

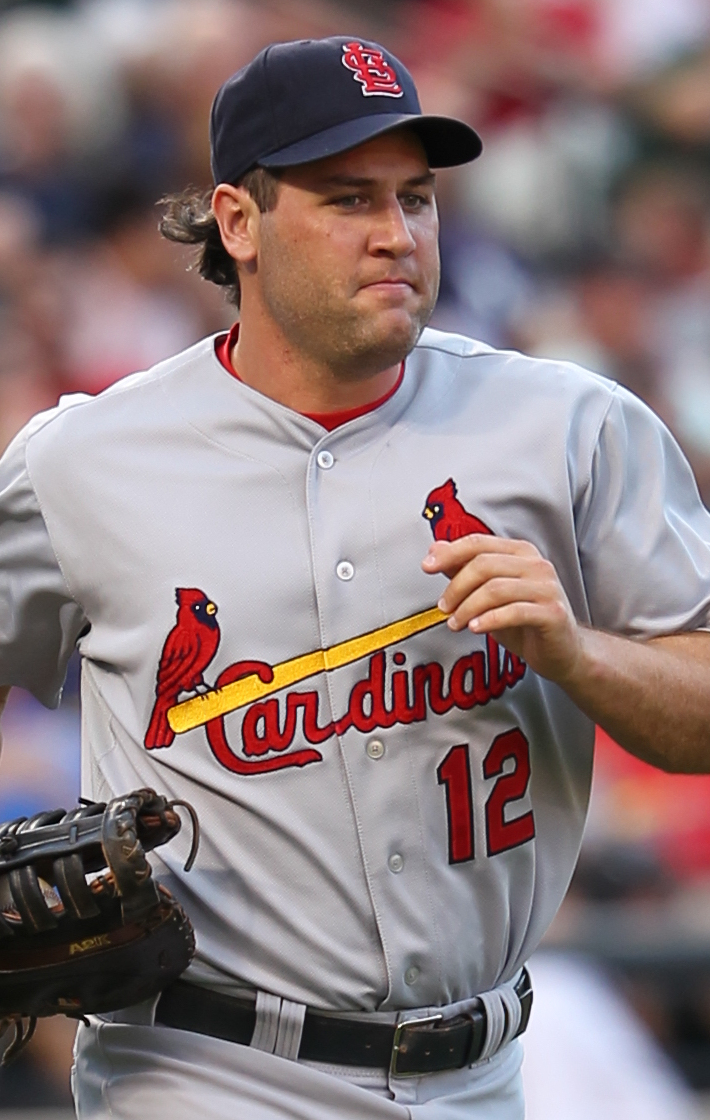
Lance Berkman en 2011 dans la première de deux saisons à Saint-Louis.

Devenu agent libre après l'élimination des Yankees, il signe le 4 décembre 2010 avec les Cardinals de Saint-Louis. Ceux-ci lui proposent huit millions de dollars pour un an.
À 35 ans, Berkman étonne en 2011. Alors que certains le croient un joueur sur le déclin, il présente d'excellentes statistiques et remporte le prix du meilleur retour de l'année parmi les joueurs de la Ligue nationale. Il termine 3e pour la moyenne de présence sur les buts, 5e pour la moyenne de puissance et 9e pour les circuits dans la Ligue nationale à sa première année chez les Cards de Saint-Louis. Il affiche une moyenne au bâton de ,301. Il frappe 31 circuits et produit 94 points en 145 rencontres.
La saison 2012 est décevante alors qu'une blessure au genou, pour laquelle il est opéré, le contraint à l'inactivité. Il ne dispute que 32 parties.

### Rangers du Texas
Le 7 janvier 2013, Berkman signe un contrat de 10 millions de dollars pour une saison avec les Rangers du Texas, dont il doit être le frappeur désigné. Il joue 73 parties des Rangers en 2013, principalement comme frappeur désigné. Sa moyenne au bâton s'élève à ,242 avec 6 circuits et 34 points produits alors qu'il blessure à la hanche nuit à ses efforts. 
C'est pour Texas qu'il joue son dernier match dans les majeures le 17 septembre 2013. Âgé de 37 ans, Berkman annonce sa retraite le 29 janvier 2014 au terme d'une carrière de 15 saisons, dont les 12 premières ont été jouées à Houston et 13 au total dans son État natal du Texas.

### Séries éliminatoires
Berkman a atteint les séries éliminatoires cinq fois depuis ses débuts en 1999 : en 2001, 2004, 2005, 2010 et 2011. Il a une moyenne de ,317 avec 9 circuits et 41 points produits en 52 matchs, dont une moyenne de ,385 avec 6 points produits en 4 matchs lors de la défaite des Astros dans la Série mondiale en 2005 contre les White Sox de Chicago.
En 2011, il frappe pour ,423 avec 11 coups sûrs et cinq points produits dans les sept matchs de la Série mondiale 2011 que les Cardinals de Saint-Louis remportent sur les Rangers du Texas. La conclusion de cette série permet à Berkman d'être champion du monde pour la première fois de sa carrière.

## Faits marquants
- Gagnant de la Série mondiale 2011 avec Saint-Louis.
- Équipe des étoiles : 2001, 2002, 2004, 2006, 2008
- Champion de la Ligue nationale : 2005
- Joueur du mois : mai 2004
- Meilleur total de points produits : 2002

## Vie personnelle
Dans un message radio diffusé en septembre 2015, Lance Berkman s'oppose à un projet de loi municipal proposé par l'administration de la maire Annise Parker et nommé Houston Equal Rights Ordinance (HERO), qui vise à protéger les résidents de Houston contre la discrimination basée sur l'orientation sexuelle ou l'identité de genre. Dans le message, Berkman affirme : « Pas d'hommes dans les toilettes des femmes, pas de garçons dans les douches ou les vestiaires des filles. (...) La proposition (...) permettra à des hommes perturbés d'entrer dans les toilettes, douches et vestiaires des femmes. Cela violera leur intimité et les mettra en danger ».